# Самофалов, Дмитрий Александрович
Дми́трий Алекса́ндрович Самофа́лов (укр. Дмитро Олександрович Самофалов) — украинский военный лётчик, майор, участник российско-украинской войны. Герой Украины (2024).

## Биография
Дмитрий Самофалов служит пилотом в 299-й бригаде тактической авиации, где управляет штурмовиком Су-25. Он принимает активное участие в боевых действиях во время российско-украинской войны.

## Награды
- Звание «Герой Украины» с удостоением ордена «Золотая Звезда» (2 августа 2024) — за личное мужество и героизм, проявленные в защите государственного суверенитета и территориальной целостности Украины, верность военной присяге[1].
- Орден Богдана Хмельницкого I степени (7 июля 2022) — за личное мужество и высокий профессионализм, проявленные в защите государственного суверенитета и территориальной целостности Украины, верность военной присяге[2].
- Орден Богдана Хмельницкого II степени (14 мая 2022) — за личное мужество и высокий профессионализм, проявленные в защите государственного суверенитета и территориальной целостности Украины, верность военной присяге[3].
- Орден Богдана Хмельницкого III степени (9 апреля 2022) — за личное мужество и высокий профессионализм, проявленные в защите государственного суверенитета и территориальной целостности Украины, верность военной присяге[4].
- Орден «За мужество» III степени (27 января 2023) — за личное мужество и самоотверженные действия, проявленные в защите государственного суверенитета и территориальной целостности Украины, верность военной присяге[5].